# 今村信貴
今村 信貴（いまむら のぶたか、1994年3月15日 - ）は、大阪府四條畷市出身のプロ野球選手（投手）。左投左打。読売ジャイアンツ所属。

## 経歴

### プロ入り前
小学1年から投手として野球を始める。四條畷南中時代は、生駒シニアに所属。
太成学院大学高等学校では、1年時の秋からエースとなる。2年時の秋に大阪大会ベスト8に進出し注目され、「近畿No.1左腕」の異名を取るようになる。3年時の夏は、初戦の守口東高戦で5回参考ながらノーヒットノーランを達成。しかし、4回戦の金光大阪高戦で8回14安打7失点と打ち込まれ敗退した。夏の大会後も練習を続け、入学時に120km/h台だったストレートが最速149km/hまで伸びた。
2011年10月27日、プロ野球ドラフト会議で読売ジャイアンツから2位指名を受け、契約金6000万円、年俸600万円で入団に合意した（金額は推定）。背番号は65。

### 巨人時代

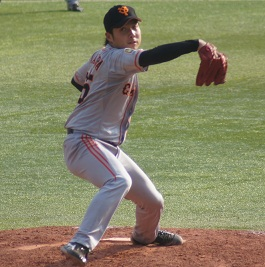
2013年

2012年は、一軍登板はなかったが、イースタン・リーグで14試合に登板し、3勝1敗、防御率2.63を記録。8月30日の対北海道日本ハムファイターズ戦（読売ジャイアンツ球場）では、2与四死球、1奪三振の内容でリーグ史上21人目のノーヒットノーランを達成した。
2013年もファームで経験を積み、21試合登板で10勝3敗、防御率3.45の成績で、最高勝率賞を獲得した。9月16日に一軍初昇格すると、同日の対広島東洋カープ戦（MAZDA Zoom-Zoom スタジアム広島）で一軍初登板で初先発。5回6安打1失点で勝敗はつかなかった。優勝決定の翌日、9月23日の対広島戦（東京ドーム）では、6回7安打2失点の内容で、プロ入り初勝利を挙げた。巨人で10代左腕投手の勝利は1938年の川上哲治（18歳1か月）・1939年の中尾輝三（19歳3か月）に次いで3人目。オフには背番号を45に変更した。
2014年は、主にシーズン前半に先発で2勝を挙げた。
2015年は、2年目以来2年ぶりに一軍登板がなかった。
2016年は、開幕一軍登録され、開幕9戦目となる4月3日の広島戦でシーズン初先発するも、4回2/3で降板し勝敗がつかなかった。その後もローテーションを守り、5月までに2勝を挙げたものの5月7日の中日ドラゴンズ戦では2回にダヤン・ビシエドに1イニング2本の本塁打を打たれるなどして一挙8失点するなど好不調の波が激しく、6月11日の福岡ソフトバンクホークス戦で4回途中7失点と打ち込まれると翌12日に二軍落ちした。8月に一軍復帰すると、8月18日の中日戦でプロ初の2桁奪三振を記録した。最終成績は、3勝4敗、防御率5.59だった。オフに、推定年俸1600万円で契約を更改した。
2017年は、シーズンのほとんどを二軍で過ごし、イースタン・リーグでは最多勝（9勝）、最多奪三振（92）、最高勝率（.692）の三冠に輝いた（防御率は吉田侑樹に次ぐ2位）。しかし、一軍では3試合で0勝2敗、防御率5.68に終わった。11月25日から台湾で開催されたアジアウインターベースボールリーグに、NPBイースタン選抜として出場した。オフに、300万円減の推定年俸1300万円で契約を更改した。
2018年は、開幕一軍は逃したものの、6月6日の東北楽天ゴールデンイーグルス戦でシーズン初登板・初先発し、6回を4安打無失点に抑え、2年ぶりの勝利を挙げると、8月5日の中日戦では自身初の完封勝利を挙げた。最終的に、シーズンでは自己最多の6勝（2敗）を記録し、東京ヤクルトスワローズとのクライマックスシリーズでは初戦の先発に抜擢された。オフに、1300万円増の推定年俸2600万円で契約を更改した。
2019年は、17登板中15試合に先発するも安定感を欠く投球が続き、最終成績は3勝2敗、防御率4.08だった。オフに、200万円増の推定年俸2800万円で契約を更改した。
2020年は12登板中11試合に先発し、5勝2敗、防御率3.16を記録。オフに、200万円増の推定年俸3000万円で契約を更改。また、背番号を今村と同じく左投げの投手であった内海哲也が使用していた26に変更した。
2021年は、プロ10年目で初めて開幕ローテーション入り。開幕3戦目となる3月28日の横浜DeNAベイスターズ戦で先発し、7回6安打1失点と好投したが勝敗はつかなかった。4月11日の広島戦（マツダ）では2018年8月5日の中日戦以来の完封勝利を挙げた。最終的に17試合に登板し、3勝3敗、防御率2.71を記録。12月14日、現状維持となる推定年俸3000万円で契約を更改した。
2022年はオープン戦から開幕ローテーション入りを視野に調整を続けたが、投手コーチの桑田真澄から中継ぎ転向を指示された ことでプロ入り後初めてリリーフに専念。「勝利の方程式」の一角として開幕一軍を勝ち取ると、開幕戦となった3月25日の中日戦から4月30日の阪神タイガース戦で失点するまで約1か月間、無失点投球を続けた。シーズン通して一軍に帯同し、防御率3.57、21ホールドを挙げた。オフには1700万円増となる推定年俸4700万円で契約を更改した。
2023年は4月18日に同年一軍初昇格。4月27日の阪神戦で0-9と大量リードを許していた8回に登板するも、2/3回を6失点と振るわず、翌日に出場選手登録を抹消された。6月6日に出場選手登録され、6月7日のオリックス戦で登板しリードを守りきった。6月10日はブルペンデーで同年初先発し、2回1/3を投げ3失点、勝敗つかずだった。その後再び出場選手登録を抹消されるも、7月28日に出場選手登録された。8月16日には宇佐見真吾にサヨナラ適時打を打たれた。最終的に24試合に登板し2ホールド、防御率3.81の成績を残し、500万円減の推定年俸4200万円で契約を更改した。
2024年は二軍では42試合登板で2勝2敗、防御率2.03と安定した成績を残したものの、一軍では7試合登板に終わり、0勝0敗、防御率2.25を記録した。11月22日、800万円減となる推定年俸3400万円で契約を更改した。

## 選手としての特徴・人物
球持ちがよくキレのある最速149kmのストレートに、80km/h台の超スローカーブで緩急をつけ、シンカー気味に落ちるフォークを決め球とする。その他にもスライダー、チェンジアップ、シュート、カットボールを投げる。本人は「僕はコントロールで生きていく投手」だとし、「スライダーやチェンジアップでもう少し簡単にストライクをとれるようにしたい」と述べている。入団時の山下哲治スカウト部長は「星野伸之のようなタイプ」と評した。
牽制球とクイックモーションも評価が高い。
愛称は「ノブ」。
憧れの投手は巨人の先輩・内海哲也で、プロ入り後は共に自主トレを行うなど師弟関係を結んでいる。なお、2021年から内海が背負った背番号26を継承することとなり、「すごくうれしかった。内海さんみたいな人になりたいと思って頑張ってきた。泥を塗らないようにしたい」と語った。また、内海に電話で報告すると「ビッくらポン！ めっちゃうれしい」と言われたという。
2019年1月に一般女性と結婚した。

## 詳細情報

### 年度別投手成績
| 年 度      | 球 団      | 登 板 | 先 発 | 完 投 | 完 封 | 無 四 球 | 勝 利 | 敗 戦 | セ 丨 ブ | ホ 丨 ル ド | 勝 率 | 打 者 | 投 球 回 | 被 安 打 | 被 本 塁 打 | 与 四 球 | 敬 遠 | 与 死 球 | 奪 三 振 | 暴 投 | ボ 丨 ク | 失 点 | 自 責 点 | 防 御 率 | W H I P |
| ---------- | ---------- | ----- | ----- | ----- | ----- | -------- | ----- | ----- | -------- | ----------- | ----- | ----- | -------- | -------- | ----------- | -------- | ----- | -------- | -------- | ----- | -------- | ----- | -------- | -------- | ------- |
| 2013       | 巨人       | 3     | 3     | 0     | 0     | 0        | 1     | 1     | 0        | 0           | .500  | 69    | 17.0     | 18       | 2           | 4        | 0     | 0        | 14       | 0     | 0        | 4     | 4        | 2.12     | 1.29    |
| 2014       | 巨人       | 13    | 5     | 0     | 0     | 0        | 2     | 1     | 0        | 1           | .667  | 172   | 36.1     | 47       | 9           | 14       | 0     | 2        | 19       | 3     | 0        | 29    | 25       | 6.19     | 1.68    |
| 2016       | 巨人       | 16    | 14    | 0     | 0     | 0        | 3     | 4     | 0        | 0           | .429  | 346   | 77.1     | 87       | 11          | 36       | 0     | 2        | 60       | 3     | 0        | 49    | 48       | 5.59     | 1.58    |
| 2017       | 巨人       | 3     | 1     | 0     | 0     | 0        | 0     | 2     | 0        | 0           | .000  | 34    | 6.1      | 12       | 1           | 3        | 0     | 1        | 6        | 0     | 0        | 5     | 4        | 5.68     | 2.37    |
| 2018       | 巨人       | 13    | 13    | 1     | 1     | 1        | 6     | 2     | 0        | 0           | .750  | 328   | 77.0     | 80       | 8           | 26       | 0     | 3        | 51       | 2     | 0        | 34    | 33       | 3.86     | 1.38    |
| 2019       | 巨人       | 17    | 15    | 0     | 0     | 0        | 3     | 2     | 0        | 0           | .600  | 349   | 81.2     | 82       | 9           | 26       | 1     | 8        | 54       | 1     | 0        | 39    | 37       | 4.08     | 1.32    |
| 2020       | 巨人       | 12    | 11    | 0     | 0     | 0        | 5     | 2     | 0        | 0           | .714  | 260   | 62.2     | 53       | 8           | 21       | 0     | 2        | 55       | 0     | 0        | 23    | 22       | 3.16     | 1.18    |
| 2021       | 巨人       | 17    | 10    | 1     | 1     | 0        | 3     | 4     | 0        | 0           | .429  | 274   | 63.0     | 66       | 5           | 22       | 0     | 3        | 59       | 0     | 0        | 21    | 19       | 2.71     | 1.40    |
| 2022       | 巨人       | 55    | 0     | 0     | 0     | 0        | 2     | 4     | 0        | 21          | .333  | 227   | 53.0     | 45       | 3           | 22       | 1     | 4        | 34       | 1     | 0        | 24    | 21       | 3.57     | 1.26    |
| 2023       | 巨人       | 24    | 1     | 0     | 0     | 0        | 0     | 0     | 0        | 2           | ----  | 119   | 26.0     | 29       | 1           | 11       | 1     | 1        | 13       | 1     | 0        | 12    | 11       | 3.81     | 1.54    |
| 2024       | 巨人       | 7     | 0     | 0     | 0     | 0        | 0     | 0     | 0        | 0           | ----  | 30    | 8.0      | 6        | 0           | 1        | 0     | 1        | 7        | 0     | 0        | 2     | 2        | 2.25     | 0.88    |
| 通算：11年 | 通算：11年 | 180   | 73    | 2     | 2     | 1        | 25    | 22    | 0        | 24          | .532  | 2208  | 508.1    | 525      | 57          | 186      | 3     | 27       | 372      | 11    | 0        | 242   | 226      | 4.00     | 1.40    |

- 2024年度シーズン終了時

### 年度別守備成績
| 年 度 | 球 団 | 投手  | 投手  | 投手  | 投手  | 投手  | 投手     |
| 年 度 | 球 団 | 試 合 | 刺 殺 | 補 殺 | 失 策 | 併 殺 | 守 備 率 |
| ----- | ----- | ----- | ----- | ----- | ----- | ----- | -------- |
| 2013  | 巨人  | 3     | 2     | 2     | 0     | 0     | 1.000    |
| 2014  | 巨人  | 13    | 0     | 2     | 1     | 0     | .667     |
| 2016  | 巨人  | 16    | 6     | 9     | 0     | 0     | 1.000    |
| 2017  | 巨人  | 3     | 0     | 1     | 0     | 0     | 1.000    |
| 2018  | 巨人  | 13    | 2     | 10    | 0     | 0     | 1.000    |
| 2019  | 巨人  | 17    | 3     | 13    | 0     | 2     | 1.000    |
| 2020  | 巨人  | 12    | 2     | 11    | 0     | 0     | 1.000    |
| 2021  | 巨人  | 17    | 2     | 10    | 0     | 0     | 1.000    |
| 2022  | 巨人  | 55    | 3     | 10    | 1     | 1     | .929     |
| 2023  | 巨人  | 24    | 2     | 7     | 0     | 0     | 1.000    |
| 2024  | 巨人  | 7     | 0     | 0     | 0     | 0     | ----     |
| 通算  | 通算  | 180   | 22    | 75    | 2     | 3     | .980     |

- 2024年度シーズン終了時

### 記録
初記録
投手記録
- 初登板・初先発登板：2013年9月16日、対広島東洋カープ20回戦（MAZDA Zoom-Zoom スタジアム広島）、5回1失点で勝敗つかず
- 初奪三振：同上、2回裏に中村恭平から空振り三振
- 初勝利・初先発勝利：2013年9月23日、対広島東洋カープ23回戦（東京ドーム）、6回2失点8奪三振[10]
- 初完投・完封勝利：2018年8月5日、対中日ドラゴンズ17回戦（ナゴヤドーム）、9回6奪三振

打撃記録
- 初安打：2014年10月1日、対東京ヤクルトスワローズ23回戦（明治神宮野球場）、3回表に杉浦稔大から中前安打
- 初打点：2018年7月8日、対広島東洋カープ13回戦（東京ドーム）、2回裏に岡田明丈から中前適時打

### 背番号
- 65（2012年[5] - 2013年）
- 45（2014年 - 2020年）
- 26（2021年[23] - ）

### 登場曲
- 「カラス」湘南乃風（2013年） - 巨人ファンだった亡き親友との思い出の曲を使用している[57]。
- 「TONIGHT」BIGBANG（2014年）
- 「Follow Me」Hardwell & Jason Derulo（2016年 - 2018年）
- 「Get Myself Back」安室奈美恵（2018年）
- 「東京VICTORY」サザンオールスターズ（2019年 - 2020年）
- 「Fanfare」TWICE（2021年 - 2022年6月）
- 「Up!」Kep1er（2022年7月 - ）